# Piper magnantherum
Piper magnantherum är en pepparväxtart som beskrevs av C. Dc.. Piper magnantherum ingår i släktet Piper och familjen pepparväxter. Inga underarter finns listade i Catalogue of Life.